# Cala Galdana

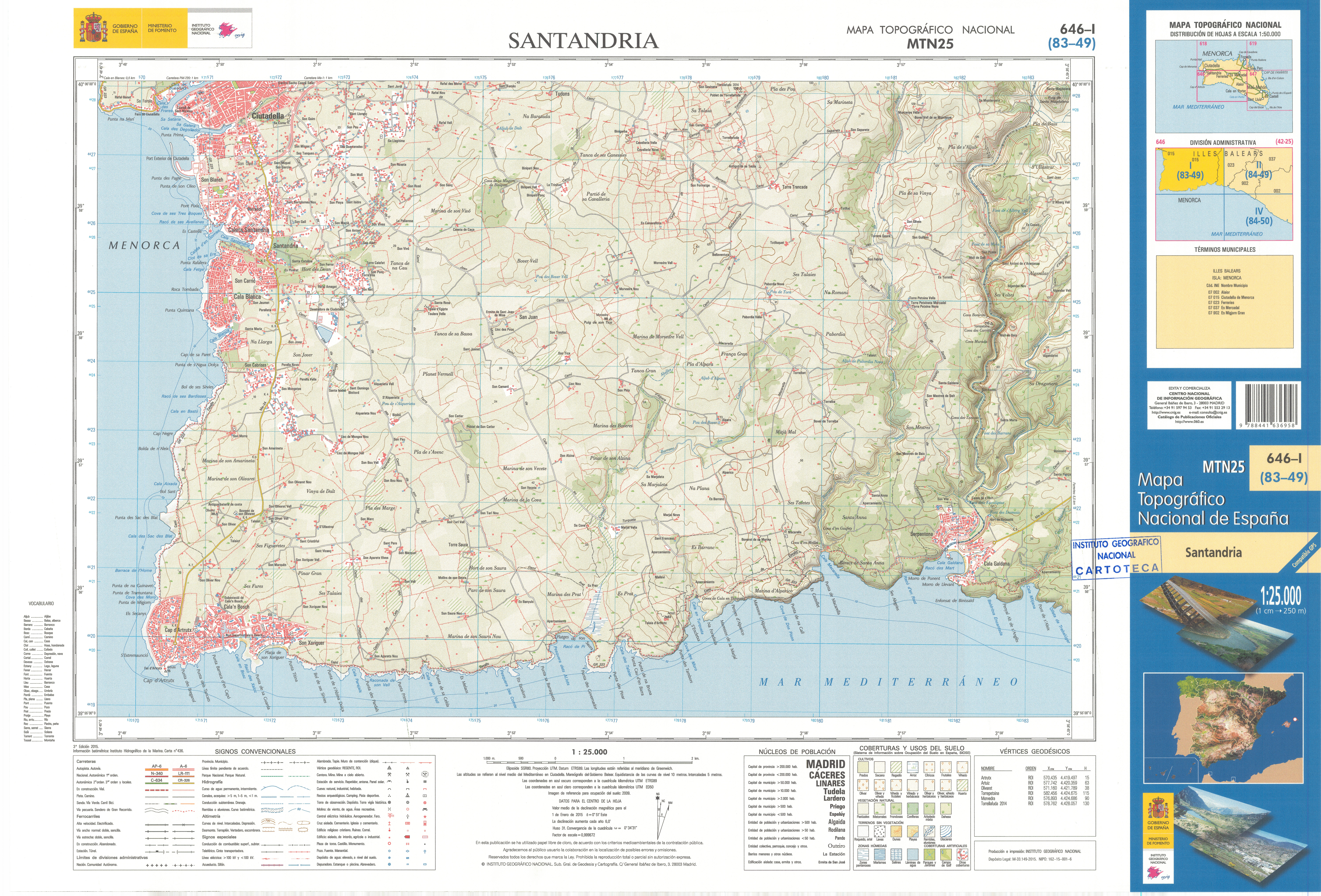

Cala Galdana (auch Cala Santa Galdana) ist ein Ferienort an der gleichnamigen Badebucht auf der Insel Menorca, Spanien. Verwaltungsmäßig gehört der Ort zur Gemeinde Ferreries; die Straße Me-22 nach Ferreries stellt die einzige Straßenverbindung zur Außenwelt dar. Der Ort Cala Galdana ist baulich zusammengewachsen mit dem westlich sich anschließenden Ort Serpentona, der bereits zum Stadtgebiet von Ciutadella gehört. Die beiden Orte sind getrennt durch den Torrent d'Algendar.
Unmittelbar westlich der Bucht mündet der Torrent d’Algendar ins Meer. In der Mündung befindet sich ein kleiner Bootshafen. Das Ortsbild ist von mehreren Hotelhochhäusern sowie von Villen und Appartementhäuser geprägt, die die Felshänge rings um die Bucht und die Flussmündung säumen.
In der Umgebung des Ortes liegen weitere, unbebaute Buchten, die über Wanderwege erreicht werden können und beliebte Ausflugsziele darstellen: im Westen die Cala Macarella mit der Cala Macarelleta sowie die Cala en Turqueta, im Osten die Cala Mitjana und die Cala Trebalúger.